# Mu-Us-Wüste
Die Mu-Us-Wüste oder Maowusu Shamo (chinesisch 毛烏素沙漠 / 毛乌素沙漠, Pinyin Máowūsù Shāmò) im Zentrum des Ordos-Plateaus grenzt im Norden an die Provinz Shaanxi und im Süden des Stadtgebietes Ordos der Inneren Mongolei an.
Die „Weiße Stadt“ (白城子,  báichéngzǐ; mongolisch Qagan hot) liegt an ihrem Rand.